# Lysabild Børneunivers
Lysabild Børneunivers er en folkeskole beliggende i Lysabild på Sydals i Sønderborg Kommune, Danmark. Institutionen omfatter en skole fra børnehaveklasse til og med 6. klasse, samt integrerede dagtilbud bestående af vuggestue, børnehave og SFO.

## Historie
Skoleundervisningen i Lysabild har rødder tilbage til 1793, hvor den første skole blev etableret. I 1824 blev skolen udvidet med en ny klassebygning, og i 1943 blev undervisningen flyttet til den nuværende placering på den modsatte side af Lysabildgade. Disse ændringer afspejlede lokale befolkningsbehov og udviklingen i det danske skolevæsen gennem 1800- og 1900-tallet.
I 2010 vedtog Sønderborg Kommune en strukturændring, som førte til etableringen af Lysabild Børneunivers. Der blev afsat 5 millioner kroner til projektet, som samlede skole, børnehave, vuggestue og fritidsordning under én fælles ledelse og bestyrelse.
Børneuniverset blev herefter etableret med egne afdelinger for både dagtilbud og skole, hvilket gjorde det muligt at koordinere indsatsen på tværs af aldersgrupper. Institutionen har siden sin oprettelse fungeret som et lokalt skoletilbud for børn i Lysabild og omegn og har løbende tilpasset sig ændringer i elevtal og pædagogiske retningslinjer.